# Die Pickwickier

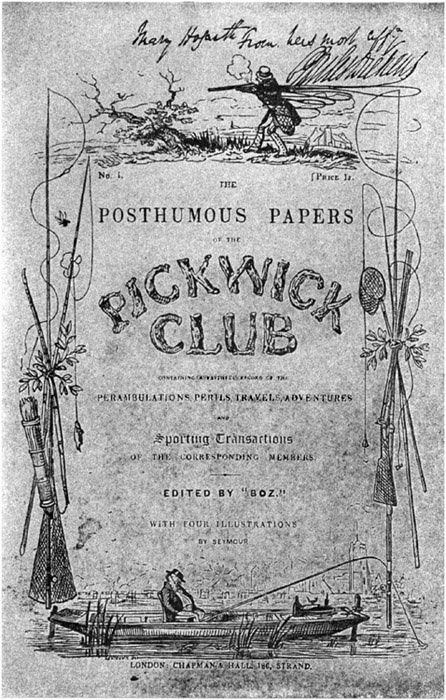
Buchcover der Erstausgabe von 1837 mit Dickens’ Autogramm. Die meisten Romane Dickens’ wurden in Fortsetzungen veröffentlicht, bevor sie als Bücher herausgegeben wurden.

Die Pickwickier, in deutscher Übersetzung zunächst Die Pickwicker, Originaltitel The Posthumous Papers of the Pickwick Club, besser bekannt als The Pickwick Papers, ist der erste Roman von Charles Dickens. Das Werk wurde als Fortsetzungsroman in 20 Teilen monatlich zwischen März 1836 und Oktober 1837 veröffentlicht. Der humoristische Roman, den Dickens mit 23 Jahren veröffentlichte, machte ihn praktisch über Nacht berühmt.

## Inhalt

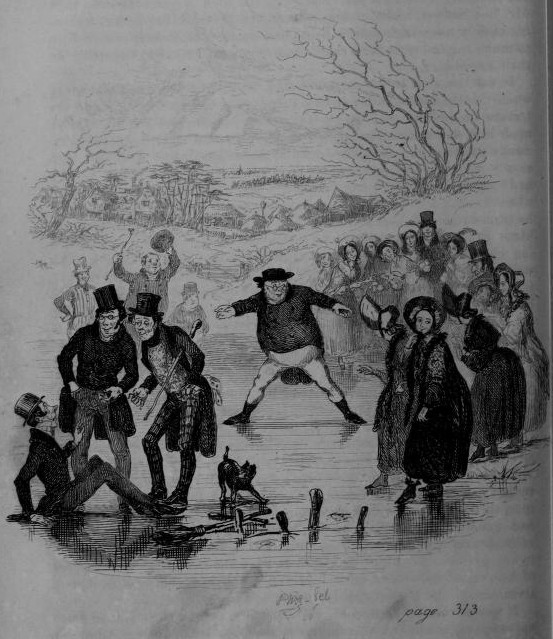
Mr Pickwick rutscht

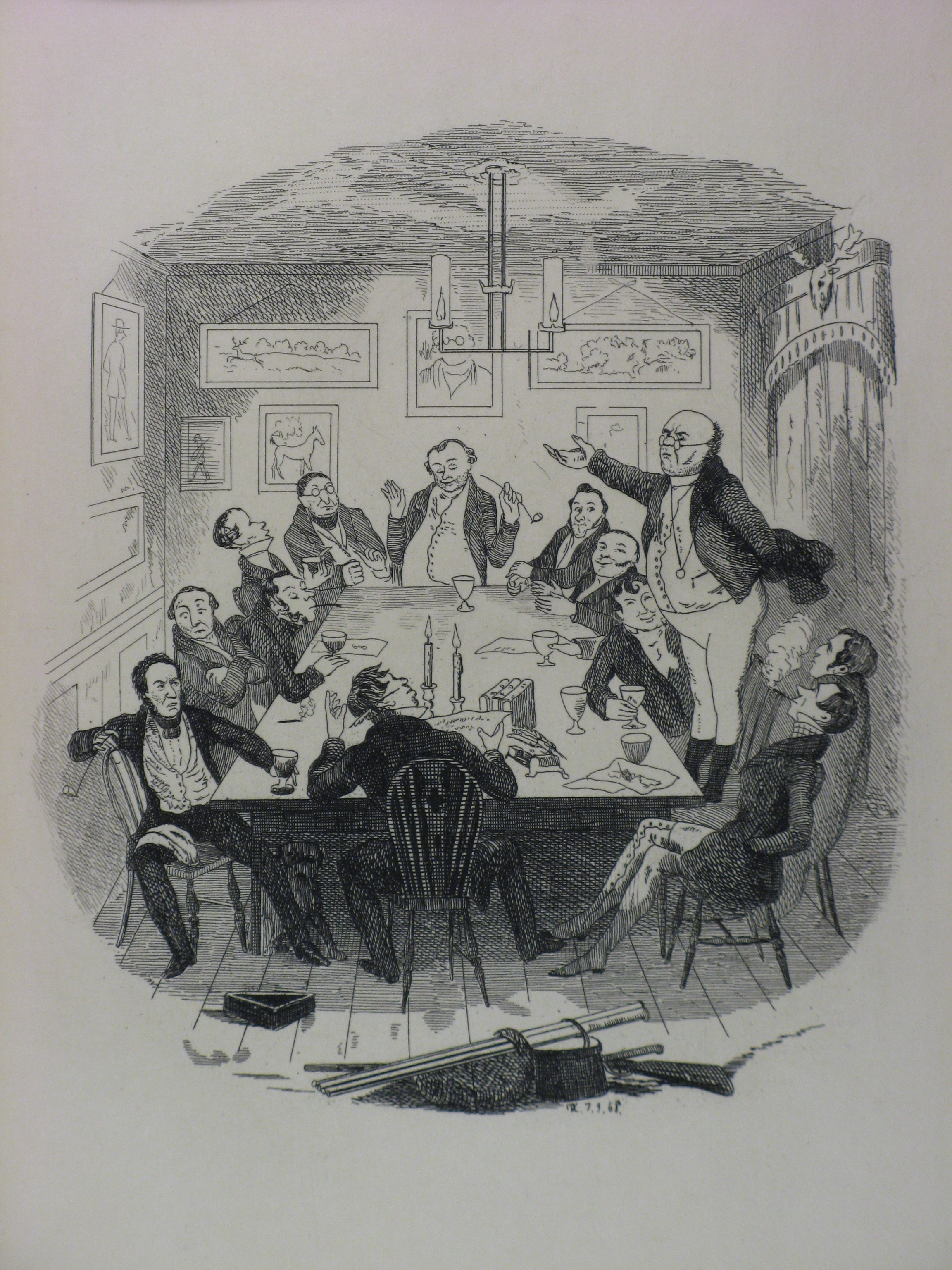
Pickwicks Ansprache im Club, Illustration von Robert Seymour

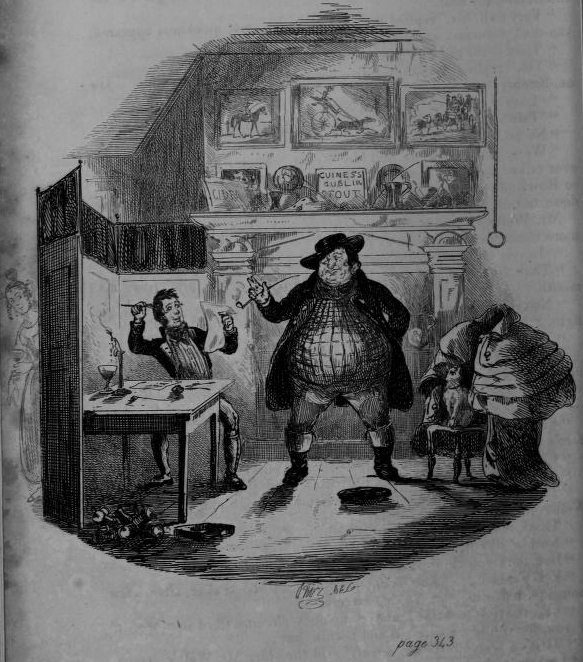
Sam Weller und sein Vater Tony Weller (Der Valentine)

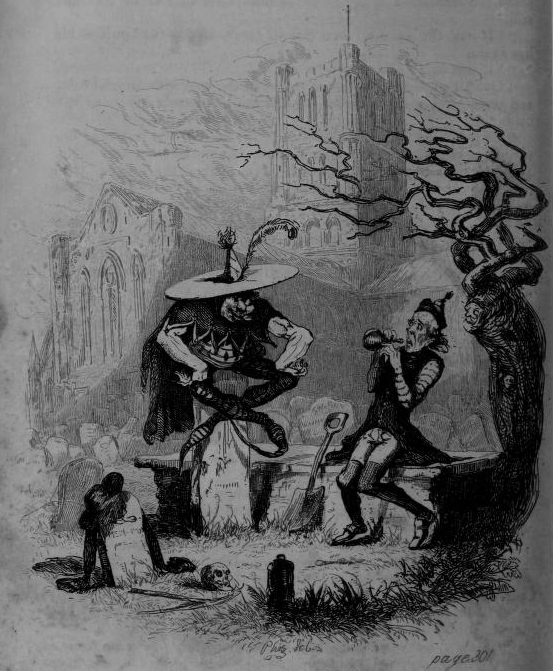
Der Kobold und der Küster

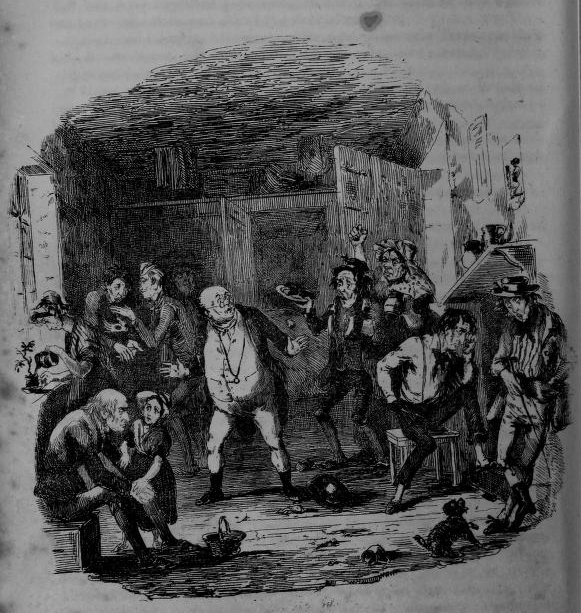
Entdeckung des Klingelns in der Flut

Hauptfigur des Romans ist der Gelehrte Samuel Pickwick, Gründer und Präsident des Pickwick-Klubs. Um neue Erkenntnisse zu sammeln, unternimmt er zusammen mit den Klubmitgliedern Tracy Tupman, Augustus Snodgrass und Nathaniel Winkle zahlreiche Reisen innerhalb Englands. Beinah episodenhaft und mit viel Humor und Situationskomik schildert Charles Dickens dabei die zu bestehenden Abenteuer. Durch die Berufung auf die (fiktiven) Protokolle des Pickwick-Klubs verleiht er seiner Geschichte Authentizität.
Zu Beginn ihrer Reisen lernen die vier Pickwickier Alfred Jingle kennen, der im weiteren Verlauf der Geschichte als Hochstapler entlarvt wird. Immer wieder werden die vier Freunde auf die Manor-Farm Mr. Wardles in Dingley Dell geführt. Eine zentrale Rolle kommt auch dem bauernschlauen Sam Weller als treuem Bediensteten Mr. Pickwicks zu. Seine Einstellung verursacht ein Missverständnis zwischen dem Gelehrten und seiner Vermieterin Mrs. Bardell, das schließlich alle drei ins Fleet-Gefängnis von London bringt. Besonders hier zeigt Dickens, dessen Vater selbst einige Zeit im Londoner Schuldgefängnis saß, die unhaltbaren sozialen Zustände auf. Die Anwaltskanzlei Dodson & Fogg steht für die wenig rühmliche Rolle der Justiz. Der Roman endet dennoch für fast alle Beteiligten mit einem Happy End.

## Aspekte der Interpretation
Zentrale Themen des Romans sind Freundschaft und Vergebung, die anhand der exzentrischen Figur Samuel Pickwicks ausgeführt werden. Dieser kommt gegen Ende des Romans für die Schulden von Mrs. Bardell und Alfred Jingle auf, obwohl beide ihm vorher Ungemach beschert haben. Pickwicks Diener Sam Weller, auf dessen häufigen Gebrauch von beispielhaften Sprichwörtern der Ausdruck Wellerismus zurückgeht, verbindet weit mehr mit seinem Herrn als ein Dienstverhältnis. Unter Aufwendung einiger Raffinesse folgt er ihm gegen dessen Willen sogar bis ins Schuldgefängnis.
Pickwick ermöglicht als väterlicher Mentor seinen jüngeren Clubmitgliedern Tupman, Snodgrass und Winkle eine Bildungsreise, auf der zwei der drei ihre zukünftigen Ehefrauen kennenlernen. Auch seinen Diener Sam Weller unterstützt er tatkräftig bei seinen Heiratsambitionen. Sobald seine Schützlinge mit ihren Ehefrauen eigene Wege gehen wollen, lockert Pickwick die engen Freundschaftsbande und löst seinen Club auf.
Der Bedienstete von Mr. Wardles, Joe Joseph, leidet an Fettsucht und stetiger Schläfrigkeit. Dieses Krankheitsbild ist auf Grund der Beschreibung im Roman als Pickwick-Syndrom bekannt.
24 Seiten und damit der größte noch existierende Teil des Manuskripts für die Pickwick Papers befinden sich im Besitz des Rosenbach Museum & Library in Philadelphia. Der Kunsthändler A.S.W. Rosenbach hatte das Manuskript in zwei Teilen 1923 bzw. 1928 gekauft.

## Verfilmungen
- 1913 kurzer Stummfilm mit John Bunny
- 1921 The Adventures of Mr Pickwick, Stummfilm mit Frederick Volpe und Hubert Woodward
- 1951 Mr. Pickwick, erster Tonfilm mit James Hayter und Harry Fowler
- 1985 BBC-Verfilmung mit Nigel Stock in der Hauptrolle

## Musical
Dickens Roman lieferte auch die Vorlage für das Musical Pickwick von Leslie Bricusse (Text) und Cyril Ornadel (Musik), das 1963 in London uraufgeführt wurde und 1965 auch am Broadway zu sehen war.

## Ausgaben
- Charles Dickens: Die Pickwickier (Originaltitel: The Posthumous Papers of the Pickwick Club, übersetzt von Gustav Meyrink, Nachwort von Walter Kluge). Diogenes, Zürich 2002, ISBN 978-3-257-21405-5.
  - Fischer Klassik, Frankfurt am Main 2012, ISBN 978-3-596-90378-8.
- Charles Dickens: Die Pickwickier. Von Boz (Dickens). Neu aus dem Englischen von Dr. Carl Kolb. Stuttgart 1855 (Digitalisat der 2. Auflage im Internet Archive)